# Thladiantha
Genre
Thladiantha est un genre de plantes à fleurs de la famille des Cucurbitaceae.
Ce genre comprend 23 espèces de plantes herbacées originaires de l'est et du sud de l'Asie : Bhoutan, Chine, Inde, Indonésie Corée, Laos, Myanmar, Népal, Thaïlande, Vietnam. Certaines espèces sont naturalisées au Japon.

## Liste d'espèces
Selon Catalogue of Life (27 août 2013) :
- Thladiantha capitata
- Thladiantha cinerascens
- Thladiantha cordifolia
- Thladiantha davidii
- Thladiantha dentata
- Thladiantha dimorphantha
- Thladiantha dubia
- Thladiantha globicarpa
- Thladiantha grandisepala
- Thladiantha henryi
- Thladiantha hookeri
- Thladiantha lijiangensis
- Thladiantha longisepala
- Thladiantha maculata
- Thladiantha medogensis
- Thladiantha montana
- Thladiantha nudiflora
- Thladiantha palmatipartita
- Thladiantha punctata
- Thladiantha pustulata
- Thladiantha sessilifolia
- Thladiantha setispina
- Thladiantha villosula

Selon ITIS (27 août 2013) :
- Thladiantha dubia Bunge

Selon NCBI (27 août 2013) :
- Thladiantha capitata
- Thladiantha cordifolia
- Thladiantha davidii
- Thladiantha dentata
- Thladiantha dubia
- Thladiantha grandisepala
- Thladiantha henryi
- Thladiantha hookeri
- Thladiantha lijiangensis
- Thladiantha longisepala
- Thladiantha maculata
- Thladiantha montana
- Thladiantha nudiflora
- Thladiantha oliveri
- Thladiantha pustulata
- Thladiantha villosula

Selon Tropicos (27 août 2013) :
- Thladiantha africana C. Jeffrey
- Thladiantha borneensis Merr.
- Thladiantha brachycephala C.Y. Wu
- Thladiantha calcarata C.B. Clarke
- Thladiantha capitata Cogn.
- Thladiantha cinerascens C.Y. Wu ex A.M. Lu & Zhi Y. Zhang
- Thladiantha cordifolia (Blume) Cogn.
- Thladiantha davidii Franch.
- Thladiantha dentata Cogn.
- Thladiantha dictyocarpa Hand.-Mazz.
- Thladiantha digitata H. Lév.
- Thladiantha dimorphantha Hand.-Mazz.
- Thladiantha dubia Bunge
- Thladiantha dubia Hook. f.
- Thladiantha formosana Hayata
- Thladiantha foveolata C.Y. Wu
- Thladiantha ganshuensis A.M. Lu & Z.Y. Zhang
- Thladiantha glabra Cogn.
- Thladiantha globicarpa A.M. Lu & Zhi Y. Zhang
- Thladiantha grandiflora C.Y. Wu
- Thladiantha grandisepala A.M. Lu & Zhi Y. Zhang
- Thladiantha grosvenorii (Swingle) C. Jeffrey
- Thladiantha harmsii Cogn.
- Thladiantha henryi Hemsl.
- Thladiantha heptadactyla Cogn.
- Thladiantha hookeri C.B. Clarke
- Thladiantha indochinensis Merr.
- Thladiantha legendrei Gagnep.
- Thladiantha lijiangensis A.M. Lu & Zhi Y. Zhang
- Thladiantha longifolia Cogn. ex Oliv.
- Thladiantha longisepala C.Y. Wu
- Thladiantha maculata Cogn.
- Thladiantha medogensis A.M. Lu & J.Q. Li
- Thladiantha microphylla C.Y. Wu
- Thladiantha montana Cogn.
- Thladiantha nudiflora Hemsl.
- Thladiantha oliveri Cogn. ex Mottet
- Thladiantha omeiensis ex T.Y. Zhu
- Thladiantha palmatipartita A.M. Lu & C. Jeffrey
- Thladiantha pentadactyla Cogn.
- Thladiantha punctata Hayata
- Thladiantha pustulata (H. Lév.) C. Jeffrey ex A.M. Lu & Zhi Y. Zhang
- Thladiantha reflexisepala C.Y. Wu
- Thladiantha sessilifolia Hand.-Mazz.
- Thladiantha setispina A.M. Lu & Zhi Y. Zhang
- Thladiantha siamensis Craib
- Thladiantha suberecta C.Y. Wu
- Thladiantha taiwaniana Hayata
- Thladiantha tomentosa (A.M. Lu & Zhi Y. Zhang) W. Jiang & H. Wang
- Thladiantha tonkinensis Gagnep.
- Thladiantha trifoliolata (Cogn.) Merr.
- Thladiantha verrucosa Cogn.
- Thladiantha villosissima C.Y. Wu
- Thladiantha villosula Cogn.
- Thladiantha yunnanensis Gagnep.